# 秀美旗鱂
秀美旗鱂，為輻鰭魚綱鯉齒目鰕鱂亞目鰕鱂科的其中一種，為熱帶淡水魚，分布於非洲喀麥隆Sanaga 及Nyong河流域，體長可達3.7公分，棲息在溪流底中層水域，生活習性不明。

## 擴展閱讀
維基物種上的相關：秀美旗鱂